# Torneo Internacional de Pascua

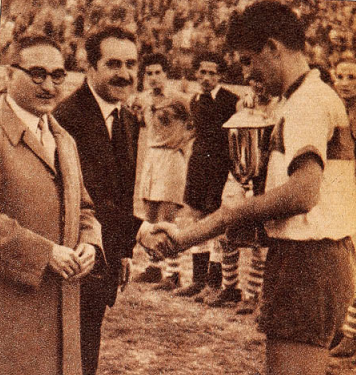
Trofeo del Torneo Internacional de Pascua realizado en Cataluña en 1950.

El Torneo Internacional de Pascua fue un torneo no oficial de fútbol con fines benéficos disputado entre el 8 y 10 de abril de 1950 en Barcelona, capital de Cataluña, España. Contó con la organización de la Federación Catalana y el patrocinio del gobernador civil de la provincia. Hasta 1960 no existían los títulos internacionales oficiales a nivel de clubes. Este hecho fue determinado por la Confederación Sudamericana de Fútbol.
La competencia entre la Selección de Cataluña, Universidad Católica de Chile y FC Saarbrücken de Alemania fue de tres partidos entre los participantes resultando ganador el equipo chileno en la sumatoria de puntaje (en esos años se otorgaba dos unidades al vencedor).
Por Cataluña se desempeñaron siete jugadores del FC Barcelona, entre ellos Ramallets y Seguer, más otros convocados del RCD Español y el Gimnástico.

## Equipos participantes
|  | Selección de Cataluña |
|  | Universidad Católica  |
|  | FC Saarbrücken        |

## Partidos
| 8 de abril de 1950 | Selección de Cataluña | 1:1 (1:0) | Universidad Católica | Camp de Les Corts, Barcelona, España                                     |                                                                          |
|                    | Artigas 33'           |           | Infante 90'          | Asistencia: Sin información de espectadores Árbitro(s): Barderi (España) | Asistencia: Sin información de espectadores Árbitro(s): Barderi (España) |

| 9 de abril de 1950 | Selección de Cataluña | 1:2 (1:1) | FC Saarbrücken    | Camp de Les Corts, Barcelona, España                                            |                                                                                 |
|                    | Grau 5'               |           | Binkert 25' y 51' | Asistencia: Sin información de espectadores Árbitro(s): Jiménez Molina (España) | Asistencia: Sin información de espectadores Árbitro(s): Jiménez Molina (España) |

| 10 de abril de 1950 | Universidad Católica | 2:0 (0:0) | FC Saarbrücken | Camp de Les Corts, Barcelona, España                                  |                                                                       |
|                     | Riera 15' 27'        |           |                | Asistencia: Sin información de espectadores Árbitro(s): Azón (España) | Asistencia: Sin información de espectadores Árbitro(s): Azón (España) |

| Equipo                | Pts | PJ | PG | PE | PP | GF | GC | Dif |
| --------------------- | --- | -- | -- | -- | -- | -- | -- | --- |
| Universidad Católica  | 3   | 2  | 1  | 1  | 0  | 3  | 1  | 2   |
| FC Saarbrücken        | 2   | 2  | 1  | 0  | 1  | 2  | 3  | -1  |
| Selección de Cataluña | 1   | 2  | 0  | 1  | 1  | 2  | 3  | -1  |

| Campeón Universidad Católica |